# Reimerswaal (miasto)

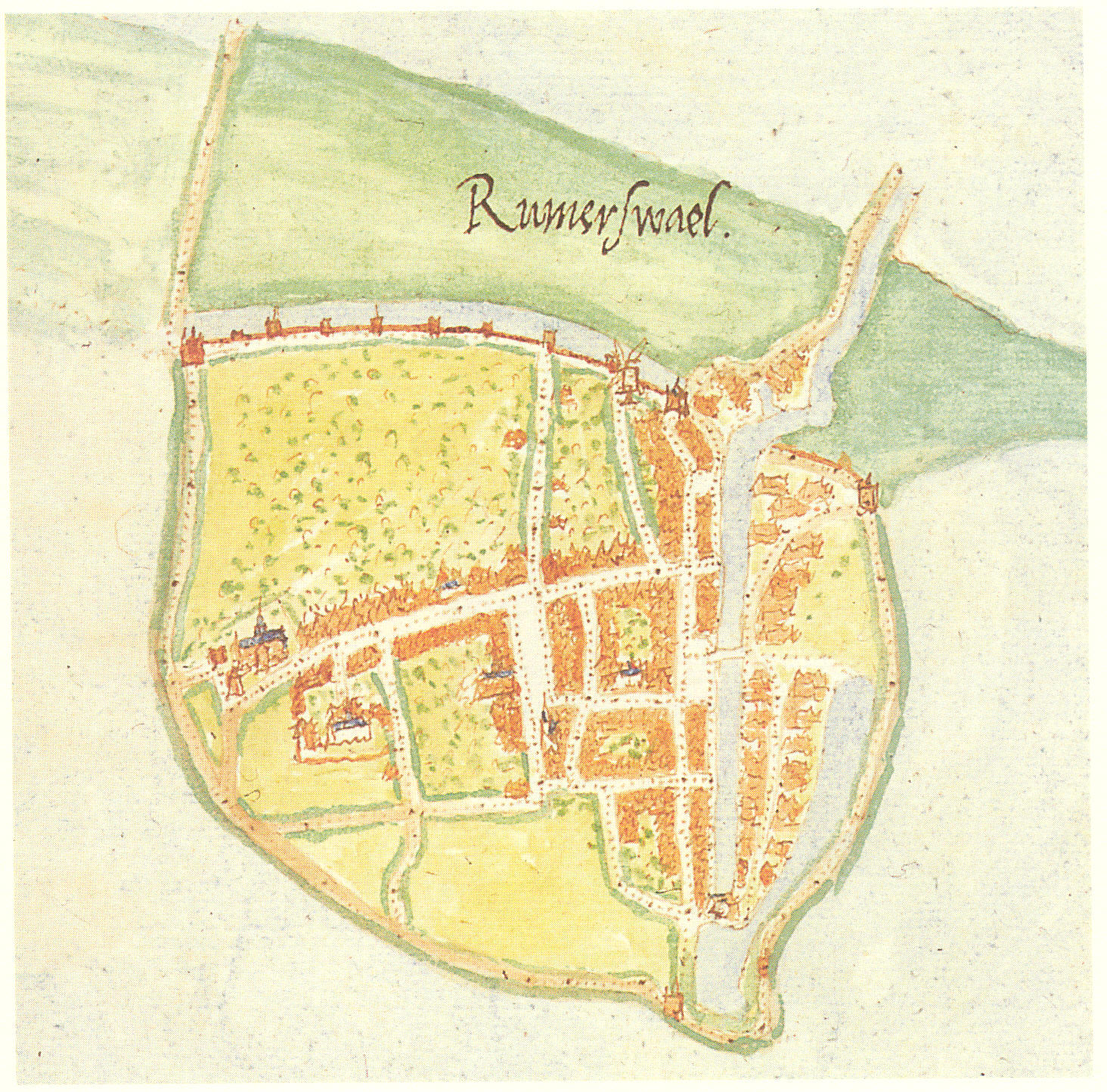
Mapa miasta ok. 1560 roku

Reimerswaal – nieistniejące obecnie miasto w Holandii, które leżało w południowej części półwyspu Zuid-Beveland. W końcu średniowiecza było jednym z trzech największych miast w Zelandii. W latach 1530–1570 zostało siedmiokrotnie zalane wodą.
Pierwsza odnotowana wzmianka o Reimerswaal pojawia się w roku 1230. W 1375 roku miejscowość otrzymała prawa miejskie. Miasto wzorowało się na pobliskim Middelburg, zajmowało się handlem i żeglugą, było najważniejszym portem w okolicy.
5 listopada 1530 roku miasto po raz pierwszy zostało zalane przez powódź. 1 listopada 1532 miał miejsce silny sztorm, w wyniku którego miasto na trwałe zostało odcięte od Zuid-Beveland. Kolejne powodzie miały miejsce w latach 1551, 1555 i 1557. Po powodziach z lat 1561 i 1563 większość mieszkańców opuściło miasto i przeniosło się do Tholen i Zierikzee.
Na początku XVII wieku miasto zostało zredukowane do małej wioski składającej się z kilku zniszczonych domów. Ostatecznie opuszczone zostało przez ostatnich mieszkańców w 1632 roku. W końcu XVII wieku na niewielkiej wysepce pozostały nieliczne ruiny i wypasały się na niej owce. Na początku XVIII wieku wszelkie pozostałości po mieście zniknęły pod falami morza.
W wyniku realizacji Planu Delta miejsce, w którym leżało miasto, zostało odebrane morzu. W 1978 roku przeprowadzono tu prace archeologiczne. 